# Christelle Boulé
Christelle Boulé, née en 1984 à Lausanne ou à Montréal, est une artiste et photographe suisse et canadienne.

## Biographie
En 2009, Christelle Boulé obtient un Bachelor en communication visuelle (graphisme) à l’Université du Québec à Montréal, et en 2016 un Master en photographie à l’École cantonale d'Art de Lausanne (ECAL). La pratique de Boulé se concentre sur la photographie expérimentale, l'édition et les processus d'impression, avec un intérêt marqué pour la représentation visuelle de l'intangible. Elle est fascinée par le sens de l'odorat et son expression sous forme photographique,, qui aboutit dans les séries photographiques Parfums et Drops,,. En 2018, Drops est exposée au Grand Musée du Parfum à Paris. En 2022, Botanica est exposé sur l'esplanade du château de Gruyères.
En 2020, le Service des affaires culturelles vaudois (SERAC) attribue à Boulé une résidence d’artiste à Paris pour l'année 2020-2021.
Christelle Boulé vit et travaille entre Lausanne et Paris.

## Prix et distinctions
- 2022 - Ones to Watch, British Journal of Photography
- 2022 - VFG Young Talent Award for Photography, selectionnée
- 2022 - Blow Up Press Book Award, selectionnée
- 2020 - Kassel Dummy Award, selectionnée
- 2020 - Fresh Eyes Talent par GUP Magazine
- 2019 - VFG Young Talent Award, selectionnée
- 2019 - Prix Photoforum Pasquart
- 2019 - Future of Beauty Awards par Elle USA